# سوفوس
سوفوس (انگلیسی: Sophos) شرکتی انگلیسی و ارائه دهنده محصولات امنیتی سخت‌افزاری و نرم‌افزاری است. سوفوس توسط Jan Hruska و Peter Lammer در انگلستان بنیان‌گذاری شد و ساخت اولین محصولات خود در زمینه ضدویروس و رمزنگاری را در سال ۱۹۸۵ آغاز نمودند.

## تاریخچه شرکت سوفوس[۱]

### ضد ویروس
سوفوس توسط Jan Hruska و Peter Lammer در انگلستان بنیان‌گذاری شد و ساخت اولین محصولات خود در زمینه ضد ویروس و رمزنگاری را در سال ۱۹۸۵ آغاز نمودند. آن‌ها در اواخر دهه ۱۹۸۰ و اوایل دهه ۱۹۹۰، عمدتاً یک سری فناوری‌های امنیتی، از جمله ابزارهای رمزنگاری را برای استفاده کاربران در انگلستان تهیه کرده و به فروش رساندند. در اواخر دهه۱۹۹۰، سوفوس تمرکز خود را بر روی توسعه و فروش فناوری‌های ضدویروس گذاشت و برنامه‌ای را برای گسترش کسب و کار بین‌المللی آغاز نمود.

### گسترش فعالیت‌های سوفوس
در سال ۲۰۰۳ شرکت سوفوس، ActiveState را که یک شرکت نرم‌افزاری آمریکایی در زمینه تولید محصولات ضدویروس و ضدهرزنامه بود را خرید. در آن زمان ویروس‌ها اغلب از طریق هرزنامه‌های ایمیلی منتشر می‌شدند و این سوفوس را ترغیب نمود تا راهکارهای ترکیبی ضدویروس و ضدهرزنامه ارائه نماید.
در سال ۲۰۰۶، Jan Hruska و Peter Lammer بنیانگذاران سوفوس تبدیل به عضو عادی هیئت مدیره شرکت شدند و افراد جدیدی برای سمت‌های مدیرعامل و رئیس هیئت مدیره انتخاب گردیدند. در سال ۲۰۱۰ بخش عمده شرکت سوفوس به شرکت Apax فروخته شد.
در سال ۲۰۰۷، سوفوس، شرکت آمریکایی ENDFORCE را که نرم‌افزارهای کنترل دسترسی به شبکه (Network Access Control – به اختصار NAC) را تولید می‌کرد، خریداری نمود. در سال ۲۰۱۱ شرکت خصوصی آلمانی Astaro AG را که تولیدکننده دیواره آتش بود، به مجموعه خود اضافه کرد و در فوریه ۲۰۱۴ شرکت Cyberoam Technologies را هم که دیواره آتش تولید می‌کرد، خرید.

### حضور سوفوس دربورس لندن
در ژوئن ۲۰۱۵، سوفوس اعلام نمود که قصد دارد با عرضه شرکت در بازار بورس لندن ۱۰۰ میلیون دلار سرمایه جمع‌آوری کند. شرکت سوفوس در ماه سپتامبر همان سال در بورس لندن عرضه شد.
در نوامبر ۲۰۱۶، سوفوس، شرکت Barricade که یک شرکت نوپا و پیشگام در حوزه راهکارهای تحلیل رفتار بر مبنای فناوری‌های یادگیری ماشین بود را خرید تا قابلیت‌های امنیتی هماهنگ و یکپارچه شده در نسل بعدی حفاظت از شبکه و نقاط پایانی را تقویت نماید. در فوریه ۲۰۱۷، سوفوس، Invincea را که یک شرکت عرضه‌کننده اطلاعات به مراجع قانونی جهت شناسایی و جلوگیری از تهدیدات بدافزاری و تشخیص پیش از نفوذ است را خریداری نمود.
در اکتبر ۲۰۱۹ سوفوس اعلام نمود که شرکت سرمایه‌گذاری Toma Bravo مستقر در آمریکا پیشنهاد خرید سهام شرکت سوفوس را به ارزش کل ۹/۳ میلیارد دلار مطرح کرده‌است. با حمایت کامل هیئت مدیره از این پیشنهاد، این معامله در ۲ ام مارس ۲۰۲۰ نهایی گردید.
امروزه سوفوس یک شرکت جهانی و پیشرو در زمینه نسل جدید امنیت سایبری است که حفاظت بیش از ۵۰۰ هزار سازمان و میلیون‌ها مشتری را در برابر پیشرفته‌ترین تهدیدهای سایبری در بیش از ۱۵۰ کشور جهان تأمین می‌کند. متکی به اطلاعات جمع‌آوری شده از تهدیدات جهانی، هوش مصنوعی و فناوری‌های یادگیری ماشین از آزمایشگاه‌های سوفوس، این شرکت مجموعه گسترده‌ای از محصولات و خدمات پیشرفته را برای ایمن‌سازی کاربران، شبکه‌ها و نقاط پایانی در برابر باج افزارها، بدافزارها، بهره‌جوها، حملات فیشینگ و طیف وسیعی از سایر حملات سایبری ارائه می‌دهد.

## محصولات سخت‌افزاری

### فایروال
یکی از معروف‌ترین محصولات شرکت سوفوس، فایروال‌های سخت‌افزاری می‌باشد.
فایروال‌های سخت‌افزاری سوفوس به سه دسته XG, XGS و SG به بازار عرضه شده‌اند.
که جدیدترین آنها سری XGS می‌باشد، که در سه دسته SMB and Branch Officeو 1U و 2U عرضه شده‌است.